# SNK Moslavac Popovača
SNK Moslavac je nogometni klub iz Popovače. Trenutačno se natječe u 4. NL NS Zagreb. 
U sezoni 1999./00. klub je došao do 1/16 finala
Hrvatskog nogometnog kupa gdje ga je izbacio splitski Hajduk. 2013. godine Moslavac je osvojio županijski nogometni kup, pobijedivši u finalu NK Lekenik koji se tada natjecao u 3. HNL, a među 64 ekipe igrao je protiv sudionika 2. HNL, Gorice i izgubio 6:0.